# Lourinhã e Atalaia
Lourinhã e Atalaia (oficialmente: União das Freguesias de Lourinhã e Atalaia) é uma freguesia portuguesa do município da Lourinhã, com 46,48 km² de área e 12342 habitantes (censo de 2021). A sua densidade populacional é 265,5 hab./km².

## História
Foi constituída em 2013, no âmbito de uma reforma administrativa nacional, pela agregação das antigas freguesias de Lourinhã e Atalaia. A sede da nova freguesia situa-se na Lourinhã, a mais povoada das duas freguesias que estiveram na sua origem.

## Demografia
A população registada nos censos foi:
| Distribuição da População por Grupos Etários | Distribuição da População por Grupos Etários | Distribuição da População por Grupos Etários | Distribuição da População por Grupos Etários | Distribuição da População por Grupos Etários | Distribuição da População por Grupos Etários |
| -------------------------------------------- | -------------------------------------------- | -------------------------------------------- | -------------------------------------------- | -------------------------------------------- | -------------------------------------------- |
| Antes da agregação                           |                                              |                                              |                                              |                                              |                                              |
| Ano                                          | 0-14 anos                                    | 15-24 anos                                   | 25-64 anos                                   | >= 65 anos                                   | Total                                        |
| 2001                                         | 1716                                         | 1479                                         | 5371                                         | 1786                                         | 10352                                        |
| 2011                                         | 1847                                         | 1256                                         | 6458                                         | 2194                                         | 11755                                        |
| Após a agregação                             |                                              |                                              |                                              |                                              |                                              |
| Ano                                          | 0-14 anos                                    | 15-24 anos                                   | 25-64 anos                                   | >= 65 anos                                   | Total                                        |
| 2021                                         | 1664                                         | 1262                                         | 6371                                         | 3045                                         | 12342                                        |